# Most obrotowy w Rybinie
Most obrotowy w Rybinie – most kolejowy nad rzeką Szkarpawą, znajdujący się na linii Stegna – Nowy Dwór Gdański, należącej do sieci Żuławskiej Kolei Dojazdowej.

## Historia
Most został zaprojektowany i wybudowany przez firmę Stahlwerke Dortmund AG w roku 1905. W roku 1945 został zniszczony przez Niemców, a w 1948 ponownie uruchomiony. Główna część konstrukcji to 43-metrowe ruchome przęsło z punktem podparcia w ustawionym pośrodku rzeki centralnym filarze, w którym mieszczą się łożyska i mechanizm napędowy. Most na stałe otwarty jest dla żeglugi, jedynie w sezonie letnim dwa razy dziennie jest obracany w celu umożliwienia ruchu pociągów wąskotorowych.
14 czerwca 2021 roku rozpoczął się remont mostu, który skończył się w grudniu 2023 roku.

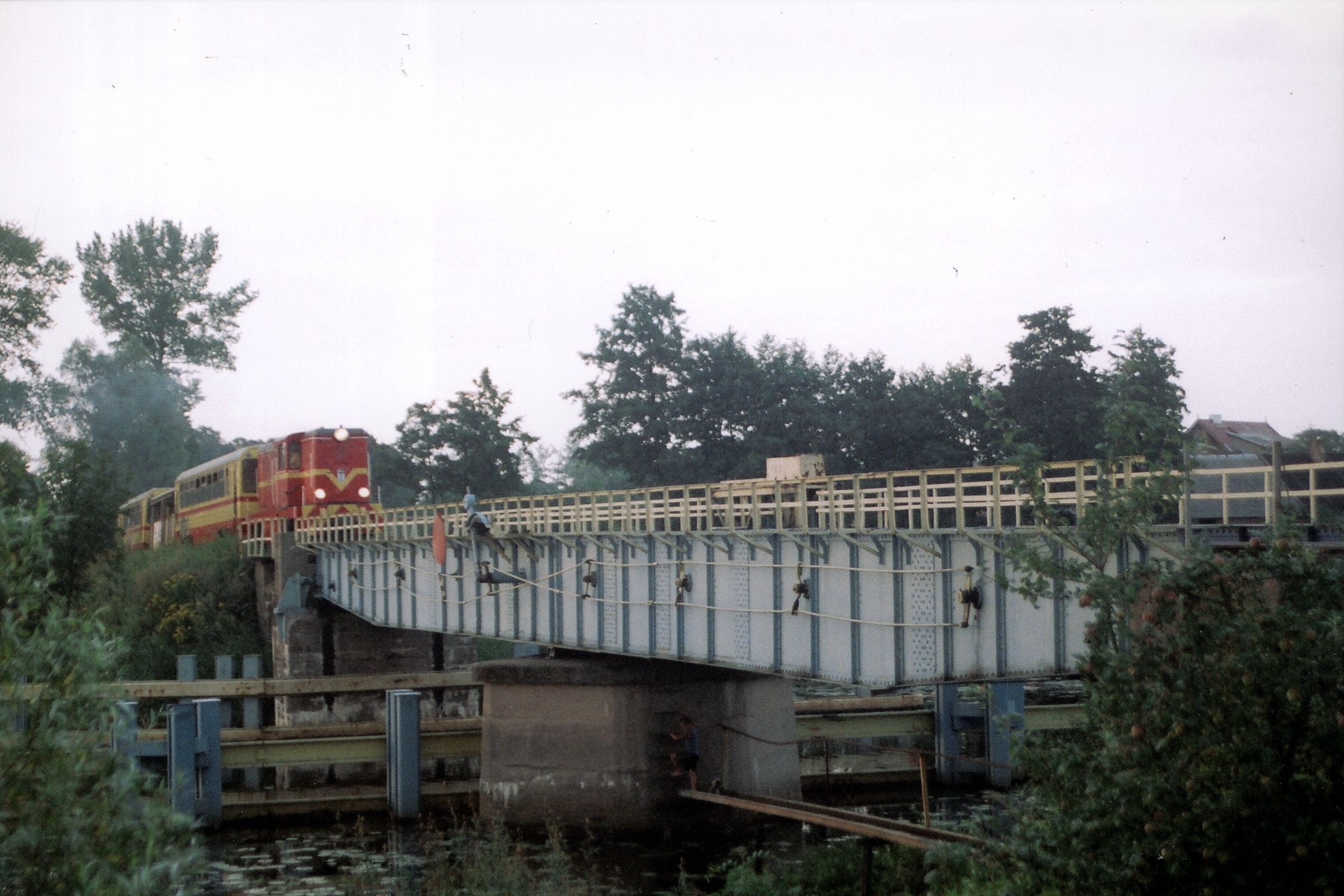
Most w Rybinie